# 오타촌 (이와테현 히에누키군)
오타촌(太田村)은 이와테현 히에누키군에 설치되었던 촌이다.

## 연혁
- 1889년 4월 1일 정촌제 시행과 함께 히에누키군 오타촌이 성립하였다.
- (1945년)부터 쇼와 27년(1952년)에 걸쳐 시인이자 조각가인 타카무라 코타로가 독거 자취 생활을 하고 있었다.
- 1954년 4월 1일 하나마키정 미야노메촌 야사와촌 유구치촌 유모토촌과 합병해 하나마키시가 되었다.